# Macdunnoughia reducta
Macdunnoughia reducta är en fjärilsart som beskrevs av Kobes 1959. Macdunnoughia reducta ingår i släktet Macdunnoughia och familjen nattflyn. Inga underarter finns listade i Catalogue of Life.